# Bn (sittvagn)

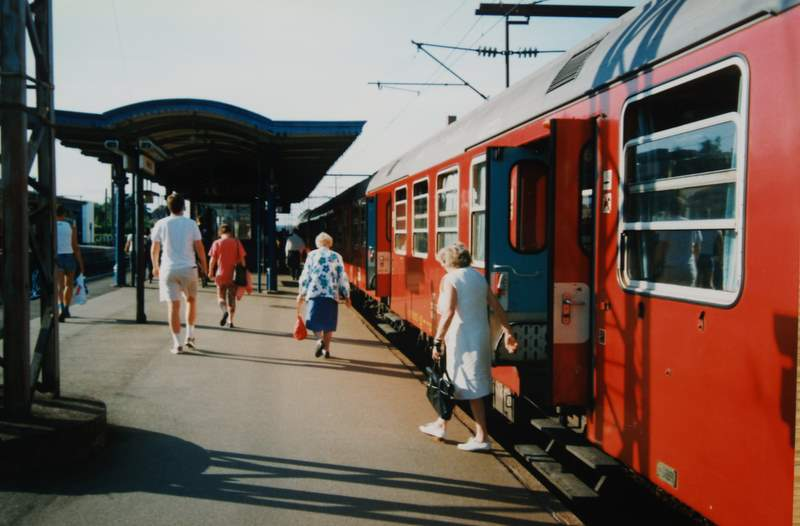
I Hellerup 1997.

Bn är en dansk beteckning för en typ av järnvägsvagn.
Under 1970-talet levererades en stor serie av personvagnar littera Bn till danska DSB. Vagnarna, som byggdes för regionaltrafik med bland annat fjärrstyrda dörrar , sattes in på sträckor som Kystbanen Köpenhamn–Helsingör. Efter att Öresundsförbindelsen öppnats 2000 tog X31-motorvagnar över en stor del av trafiken på Kystbanen och vagnar blev övertaliga. Storstockholms Lokaltrafik, SL, led av vagnbrist och hyrde 2001 in 14 vagnar för förstärkningstrafik tillsammans med Rc-lok. Vagnarna köptes 2002 från DSB tillsammans med ytterligare fyra vagnar. De användes i SL:s trafik till juni 2003.